# Apirenia
L'apirenia consiste nella mancata formazione dei semi in un frutto maturo.

## Descrizione

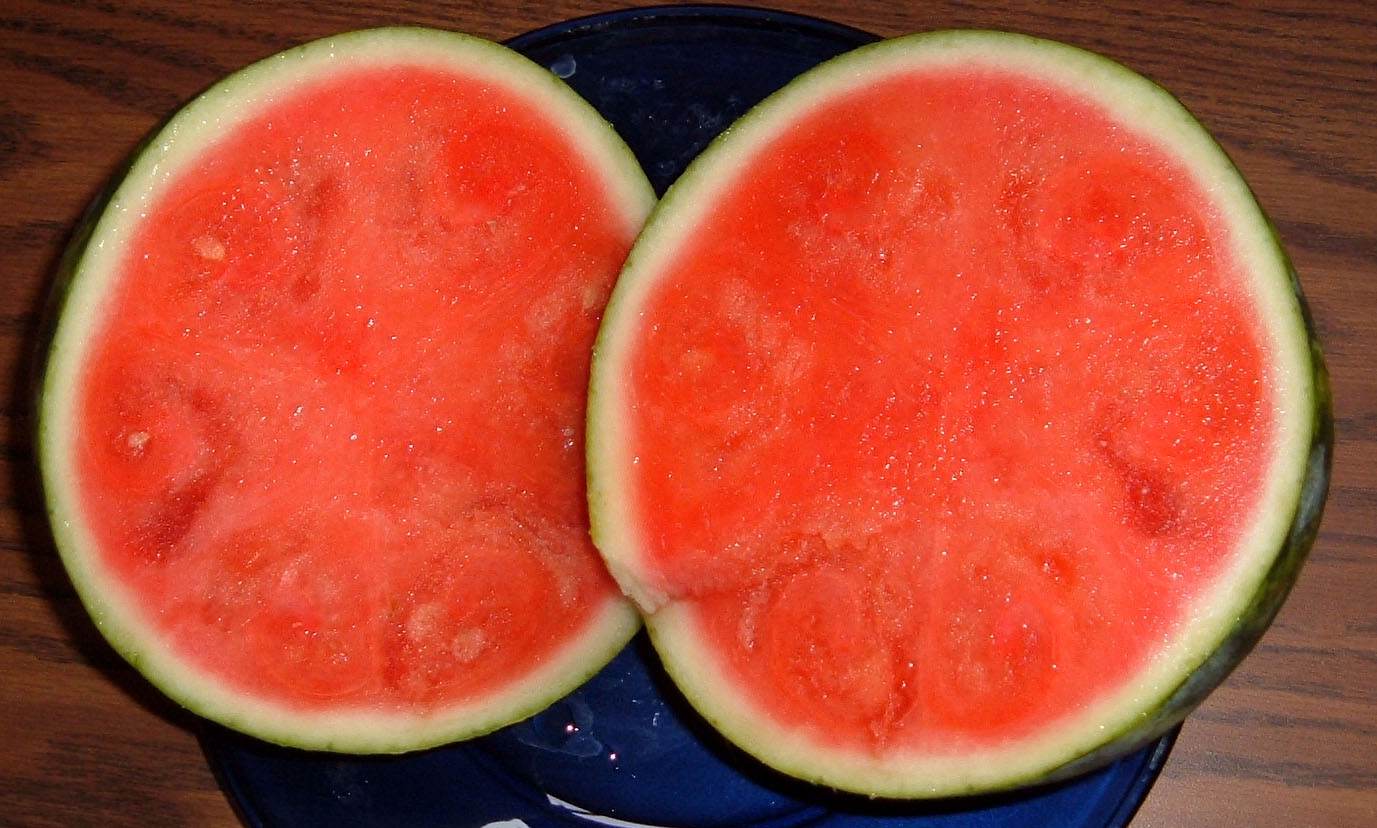
Anguria apirena

L'apirenia è un fenomeno fisiologico in alcuni tipi di frutti, come le cosiddette uve apirene, tipiche di certi vitigni (ad esempio nell'uva sultanina), mentre è un'anomalia nei vitigni le cui uve sono normalmente fornite di semi, in quanto compromette il regolare accrescimento dell'acino. La mancata presenza di semi quindi trasforma il frutto o qualsiasi altro vegetale in una "malformazione" del vegetale creando cosi un frutto che non può riprodursi.